# Маршалл (округ, Іллінойс)
Шаблон:StateAbbr_ 41°02′ пн. ш. 89°20′ зх. д. / 41.03° пн. ш. 89.34° зх. д.
Округ  Маршалл (англ. Marshall County) — округ (графство) у штаті  Іллінойс, США. Ідентифікатор округу 17123.

## Історія
Округ утворений 1839 року.

## Демографія
За даними перепису 
2000 року 
загальне населення округу становило 13180 осіб, зокрема міського населення було 2544, а сільського — 10636.
Серед мешканців округу чоловіків було 6454, а жінок — 6726. В окрузі було 5225 домогосподарств, 3718 родин, які мешкали в 5914 будинках.
Середній розмір родини становив 2,95.
Віковий розподіл населення поданий у таблиці:
| Стать    | До 15 років | 15-21 | 22-29 | 30-39 | 40-49 | 50-65 | 65-85 | Понад 85 |
| -------- | ----------- | ----- | ----- | ----- | ----- | ----- | ----- | -------- |
| Чоловіки | 1288        | 594   | 552   | 840   | 1018  | 1125  | 928   | 109      |
| Жінки    | 1259        | 550   | 497   | 820   | 982   | 1182  | 1156  | 280      |

## Суміжні округи
- Патнем — північ
- Ла-Салл — схід
- Вудфорд — південь
- Піорія — південний захід
- Старк — захід
- Бюро — північний захід

## Виноски
1. ↑  U.S. Decennial Census. United States Census Bureau. Архів оригіналу за 19 липня 2018. Процитовано 7 липня 2014.
2. ↑  Historical Census Browser. University of Virginia Library. Архів оригіналу за 11 серпня 2012. Процитовано 7 липня 2014.
3. ↑  Population of Counties by Decennial Census: 1900 to 1990. United States Census Bureau. Архів оригіналу за 24 квітня 2014. Процитовано 7 липня 2014.
4. ↑  Census 2000 PHC-T-4. Ranking Tables for Counties: 1990 and 2000 (PDF). United States Census Bureau. Архів оригіналу (PDF) за 18 грудня 2014. Процитовано 7 липня 2014.
5. ↑  State & County QuickFacts. United States Census Bureau. Архів оригіналу за 7 червня 2011. Процитовано 7 липня 2014.(англ.) Наведено за англійською вікіпедією.
6. ↑  American FactFinder. Бюро перепису населення США. Архів оригіналу за 26 лютого 2012. Процитовано 31 січня 2008.

| США | Це незавершена стаття з географії США. Ви можете допомогти проєкту, виправивши або дописавши її. |